# イオンモール太田
イオンモール太田（イオンモールおおた）は、群馬県太田市に所在するイオンモール株式会社が運営するモール型ショッピングセンターである。

## 概要
2003年（平成15年）12月5日（プレオープンは同年12月3日）、イオンモールにおいては群馬県内初のリージョナル型ショッピングセンター（RSC：広域商圏型SC）としてオープンした。
建物はエンクローズドモール型で、全長217mのモール部の中央通路（2階部分）の天井をガラス張りとしており、吹き抜け部の高さは16m、1階部分の通路幅は8mを確保している。店舗面積は60,504m²、駐車場収容台数は4,200台で、ハートビル法認定店舗でもある。
敷地内にはモールとは別に温泉施設やガソリンスタンドも設置されている。また、モールの前を国道122号と太田市道太田環状線（太田環状線）が走っているが、2008年3月8日に北関東自動車道太田桐生ICが開通し、なおかつ国道122号に接続するため、週末には店舗周辺が混雑し、駐車場もほぼ満車となる。
2階には、10スクリーン、2,304席のシネマコンプレックス、イオンシネマ太田がある。
来場者は、群馬県内では太田市のほか伊勢崎市、桐生市、みどり市、館林市、邑楽郡大泉町、邑楽郡邑楽町からの来客が多く、隣接県では栃木県足利市などからの来客が多い。
オープン時は群馬県唯一のモール型ショッピングセンターであったが、2006年以降イオンモール高崎、けやきウォーク前橋、スマーク伊勢崎が開店した。
太田市とその周辺地域には外国人が多く居住しているため、日本国外の製品も販売されている。また、かつて太田駅前南口には太田のシンボルと言われていたユニー太田店が出店していたが、当モールが開業してからは客数が減少し、太田のシンボルも奪われ、併設のベルタウンとともに2007年1月14日に閉店となった。
2019年11月、増床計画が明らかになった。
2024年4月19日、増床棟となるウエストモールが開業。

## 沿革
- 2003年（平成15年）
  - 12月3日 - 「イオン太田ショッピングセンター」プレオープン[2]。
  - 12月5日 - グランドオープン[2]。
- 2007年（平成19年）9月22日 - 現行の「イオンモール太田」に改称[11]。
- 2009年（平成21年）12月31日 - セキチューが閉店。
- 2010年（平成22年）4月23日 - リニューアルオープン[3]。
- 2011年（平成23年）3月1日 - ジャスコ太田店がイオン太田店へと店名変更。
- 2024年（令和6年）4月19日 - ウエストモールが開業し、リニューアルオープン。キャッチフレーズは「おおたでみたいおおきなミライ」

## 主なテナント
核店舗はイオン太田店である。専門店テナントはおよそ190店舗（2025年1月現在）が出店している。
出店テナント全店の一覧・詳細情報については公式サイト「ショップガイド」を、営業時間およびATMを設置する金融機関の詳細は公式サイト「営業時間・サービス案内」を参照。

## 営業時間
イオンモール太田の営業時間についてです。https://ota-aeonmall.com/static/detail/serviceguide
専門店街　10:00~21:00 （一部店舗は異なります。）
専門店街の詳しい時間
ペトラス　8:30~21:30
ハートプラザ・JTB　10:00~19:00
チャンスセンター　11:00~18:30
太田眼科クリニック　10:20~13:30・15:20~18:30（休診日は火曜日です。）
タイムカット・東明館　10:00~20:00
HIS　10:00~18:30
ベビーパーク　水曜日は10:35~19:00・木曜日は9:40~18:00・金曜日は9:40~19:00・土曜日は9:40~18:00
（月曜日・火曜日・日曜日は休業日です。）
ペテモ（グルーミングサロンのみ）　10:00~14:00・15:00~19:00
からだ動き回復センター　10:00~18:00
NEIS体操教室　（水曜日は定休日です。）
フードコートのラストオーダーやもっと詳しい営業時間などは公式ホームページで確認してください。
レストラン街　11:00~22:00（オーダーストップや開店時間は店舗により異なります。）
1F食品売場　8:00~23:00
1Fその他売場　9:00~22:00
※ただし、サイクル売場は9:00~21:00・ガーデニング売場は9:00~19:00となります。
2F売場　9:00~22:00
イオンシネマ　9:00~24:00（上映時間や上映作品により変更となる場合がございます。）

### イオン太田店
旧ジャスコ太田店。
1階は「食料品と美と健康・暮らしのフロア」、2階は「ファッションとキッズ・ホームファッションのフロア」である。
1階売場は開業当初24時間営業を実施していた。

### イオンシネマ太田
イオンエンターテイメントが運営するシネマコンプレックス。イオンモール太田2階に入居し、10スクリーン、2,076席(車椅子席含む)を備える。2003年12月3日開業。アップグレードシート導入劇場。開業当初はイオンシネマズが運営していたが、2013年7月1日にイオンシネマズとワーナー・マイカルが合併したことでイオンエンターテイメント運営となった。

#### 設備
| スクリーン番号 | 一般席 | アップグレードシート | 車椅子席 | 総合座席数 | 備考 |
| -------------- | ------ | -------------------- | -------- | ---------- | ---- |
| 1              | 413席  | 22席                 | 2席      | 437席      |      |
| 2              | 330席  | 14席                 | 2席      | 346席      |      |
| 3              | 213席  | 13席                 | 2席      | 228席      |      |
| 4              | 213席  | 13席                 | 2席      | 228席      |      |
| 5              | 220席  | 13席                 | 2席      | 235席      |      |
| 6              | 163席  | 13席                 | 2席      | 178席      |      |
| 7              | 121席  | 7席                  | 2席      | 130席      |      |
| 8              | 88席   | 8席                  | 2席      | 98席       |      |
| 9              | 86席   | 8席                  | 2席      | 96席       |      |
| 10             | 88席   | 8席                  | 2席      | 98席       |      |

## 駐車場
モールの3・4階が立体駐車場となっているほか、モールの東西地上部に大型駐車場が設置されている。バリアフリー対応の駐車区画も用意されている。詳細は公式サイト「駐車場のご案内」を参照。

## トイレ
各フロアに「みんなのトイレ」と称する多機能トイレが設置されており、一部はオストメイト対応となっている。1階サウスモール部とウエストモールには子供専用の「キッズトイレ」が設置されている。

## テレビ番組
- 日経スペシャル ガイアの夜明け 巨大ショッピングモール新時代（2006年12月19日、テレビ東京）[15]。- 地元への影響を取材。